# Reinaert de Vos in Gent
Het verhaal van Reinaert de Vos heeft banden met Gent. Na de Middeleeuwen geraakte Reinaert in de vergetelheid. Nadat Jan Frans Willems hem herondekte, begon het werk een tweede carrière.

## Het werk Reinaert
Het Middeleeuwse dierenepos Van den Vos Reinaerde werd meer dan waarschijnlijk in Gent geschreven. Het werd in de late veertiende eeuw herschreven en aangevuld met een vervolg op het oorspronkelijk verhaal. De nieuwe tekst kreeg de naam Reinaerts historie. Vooral na het uitvinden van de boekdrukkunst verdrong deze tweede versie de eerste vrij vlug en werd het enige, algemeen bekende, vossenverhaal.
Ook in het buitenland bleek er belangstelling voor de tweede tekst te bestaan: Reinaerts historie (ook Reinaert-II genoemd) lag aan de basis, zowel van de Duitse Reineke Fuchs als van de Engelse Historye of Reynaert the Fox. Toch verdween ook deze Reinaerts historie – op enkele zeer vereenvoudigde versies na – voor enkele eeuwen in de vergeethoek. Erger nog: niet alleen dit verhaal maar de ganse Vlaamse taal- en letterkunde bereikten vanaf de zeventiende eeuw een historisch dieptepunt.
Op 11 maart 1793 werd Jan Frans Willems te Boekhout-bij-Antwerpen geboren. Hij werd later de spilfiguur van de ontwikkeling van de Vlaamse cultuur. Zijn denken en zijn streven waren volledig gericht op de heropleving van de Vlaamse taal en de Vlaamse eigenheid. Hij verzette zich tegen de bekrompenheid der Hollandse schrijfregels, de verbasterdheid van het Vlaamse schooldialect en de arrogantie van de Franse taal. Reeds zeer vroeg vatte hij de studie van de Vlaamse middeleeuwse literatuur aan – en daarin werd hij in het bijzonder bekoord door het dierenepos Van den Vos Reinaerde. Tijdelijk politiek “verbannen” naar Eeklo, begon hij in 1833 aan het herschrijven van het oude Reinaertverhaal. Moge deze mijne bearbeiding van het oude gedeelte van Reinaert den Vos iets bijdragen tot het doen herleven van ene zoo dierbare taal, hoopte hij.
De eerste druk van zijn Reinaert de Vos verscheen in 1834 in Eeklo, bij A.B. van Han en Zoon. In 1835 verhuisde Willems naar Gent, zette er zijn politieke strijd voort en bezorgde een nieuwe bewerking van “zijn” vossenverhaal. Zo verscheen in 1839 een tweede uitgave, tot schoolgebruik ingericht. Regelmatig volgden herdrukken, o.m. deze van 1846, bij F. en E. Gyselynck in Gent. J. F. Willems overleed op 24 juni 1846. Naast de vruchten van zijn Vlaams politiek engagement – de Vlaamse bewustwording – liet hij een onvergetelijke Reinaert de Vos na die, mede door de schooluitgaven, een bron zou zijn van een diepgewortelde Reinaert-traditie. En daarvan zijn nu nog, ook in Gent, de sporen terug te vinden.

## Reinaert in Gent
De verbondenheid van Willems en Reinaert komt tot uitdrukking op het Gentse Sint-Baafsplein, in het monument ter herinnering aan J. F. Willems, gebeeldhouwd door Isidoor De Rudder. Aan de voorzijde: het borstbeeld van Willems zelf; links daarvan, gericht naar de Sint-Baafskathedraal: het beeld van Reinaert de Vos.
Zoals vele andere Vlaamse steden, heeft ook Gent zijn Reinaertstraat (uitgevend op de Bevrijdingslaan). Gent heeft een heuse Reinaertwijk! In 1922 bouwde de Gentsche Maatschappij voor Goedkope Woningen, langsheen de Brugsesteenweg, 294 zogenaamde “goedkope woningen” met allerlei nieuwe straten en pleintjes. Alhoewel dit complex “de Arbeiderskolonie” werd genoemd, kregen alle openbare wegen een naam uit het Reinaert-verhaal. Er waren het Malpertuus-, het Hermelinde- en het Koning Nobelplein en er waren de straten, genoemd naar Grimbert, Coppe, Isegrim, Kanteklaar en Firapeel. In 2000 werd de volledige wijk afgebroken, in het kader van een renovatieproject (overigens Malpertuusproject genoemd). De Gentse gemeenteraad besliste al dat er opnieuw een Malpertuusplein, een Cantecleerstraat, een Grimpert-, een Firapeel- en een Hermelindepad zullen zijn.
Reintje is nog meer aanwezig in Gent. Men vindt er vier drankgelegenheden met een verwante naam: café Reinaard aan de Muidepoort, Den Vos Reynaerde aan de Vlasmarkt, De nieuwe Reinaard aan de Brusselsepoortstraat en ten slotte, op het Sint-Baafsplein, 't Vosken waar het interieur gesierd is met Reinaerttaferelen op een glasraam en op vijf glaspanelen.

### Sint-Amandsberg
Wie in Sint-Amandsberg door de Herlegemstraat loopt (de straat geeft uit op de Dendermondsesteenweg), zal daar twee woningen naast elkaar aantreffen met Reinaert-versieringen op de voorgevels. Op het ene herinnert een mooi Reinaert-beeld aan een vroegere bewoner die De Vos heette. Het daaropvolgende huis is versierd met een moderne, gekleurde afbeelding van Reinaert en Tybaert; rechts van de inrit is er een gedenkplaat met het opschrift “Van de oude Vos die met Tybaert jagen ging”.
Ook het Campo Santo, het kerkhof in Sint-Amandsberg waar talrijke vooraanstaande Gentenaars rusten, legt symbolisch het verband tussen Willems en Reinaert. Het meest opvallende monument is er het praalgraf van Jan Frans Willems, bovenop wat de Sint-Amandsheuvel wordt genoemd. Sinds dit monument er is geplaatst, spreekt men ook van de Willemsheuvel maar Willems zelf noemde deze plaats meestal bij zijn eeuwenoude naam: de Reinoutsbergh of Reinaertsheuvel.
En wie op het kerkhof langs de graven loopt, zal daar namen aantreffen waarvan Willems in zijn eerste Reinaert-editie (1834) al herinnerd had aan de Reinaert-oorsprong: uiteraard de veel voorkomende familienaam Reinaert, Reynaert (en andere spellingen) maar ook Cantaert, Coppens en Pinte, om er maar enkele te noemen.

## Reinaert, literair en artistiek
Literair en artistiek heeft de Reinaert een indrukwekkende “carrière” opgebouwd. Het lemma Vos. Van den – Reynaerde in de Moderne encyclopedie der wereldliteratuur bewijst dit ten overvloede. Ook in Vlaanderen – en niet het minst in Gent – is er sedert de eerste uitgave van Jan Frans Willems een rijke Reinaert-cultus ontstaan. Onder de talloze bewerkingen door Vlaamse auteurs citeren we (chronologisch, de verscheidenheid illustrerend): de berijmde bewerking van Julius de Geyter (1874); de prozabewerking van Stijn Streuvels, prachtig geïllustreerd door Gustave van de Woestijne (1908); het opera-libretto van Raf Verhulst met muziek van August de Boeck (1909); het jeugdboek van Abraham Hans (1926); het volksspel van Paul de Mont (1925); de zogenaamde “tweede vertellaag” met fragmenten van Reinaert, in Zomer te Ter-Muren (1956) van Louis Paul Boon en diens volledige Reinaert-(roman)versie in Wapenbroeders (1956); het tv-scenario van Bert Decorte (door de BRT vanaf 24 november 1973 uitgezonden in 9 wekelijkse episoden), Paul Geerts’ stripverhaal Rebelse Reynaert in de Suske en Wiske-reeks (1988) en een stripverhaal door Marcel Ryssen en Kris de Roover (1999).
Voor de Gentenaar is een pronkstuk evenwel de Reinaert de Vos die in 1949 werd verdeeld door de chocoladefabriek Victoria en die werd gedrukt bij Snoeck-Ducaju, met 200 inkleefprentjes, getekend door de Gentse kunstenaar Oscar Bonnevalle. Een andere Gentse graficus, Victor Stuyvaert, had reeds lang voordien, in 1930, prachtige Reinaert-illustraties getekend voor Le Roman de Renart van Alexis Curvers. En ten slotte herinnert De strip van Gent (1990), met tekst van André Capiteyn en tekeningen van Mark Musschoot, in een tafereeltje aan de woorden van Ysengrijn dat, zelfs al zou al het laken dat in Gent werd geweven, perkament zijn, dat nóg niet zou volstaan om alle misdaden van Reinaert neer te schrijven.
In de periode 1993-2002 kende Gent een aantal Reinaert-manifestaties. In 1993 bracht Tine Ruysschaert het woordtheater Reynaert de Vos, hertaald door Ernst van Altena, in première voor het Gentse Willemsfonds; poppentheater Pedrolino-De Nar bracht een Vossenspel. In 1999 voerde Muziektheater De Vieze Gasten in het Buurtstation Gent West (in de Reinaertstraat) De republiek der negatie op, een moderne Reinaert-aanpassing van Christophe Nirav. Ten slotte richtte het Gents Historisch Archief van het Stedelijk Onderwijs, De School van Toen, in 2002 een tentoonstelling in onder de titel Reinaert gaat naar school. Ze was samengesteld door Philippe Proost. In de beknopte maar goed gedocumenteerde en geïllustreerde catalogus bij deze tentoonstelling zijn enkele bladzijden opgenomen uit de recente, merkwaardige Reinaert-vertaling in het Gentse dialect. Deze vertaling, onder de titel Reinoart de Vos, is van de hand van Eddy Levis, de niet aflatende verdediger van “Gentsche proat”.

## Over Reinaert de Vos
- Jan Frans Willems: Reinaert de Vos (1834)
- Jef Crick: Jan Frans Willems (1946)
- Vos. Van den – Reynaerde, in: Moderne encyclopedie der wereldliteratuur, dl. 9 (1977), p. 213-223. Met uitvoerig overzicht door Jan Deschamps en toegevoegde bibliografie door J.E. van Ackere